# Freikonservative Partei
El Freikonservative Partei (abreviado FKP, Partido Conservador Libre) fue un partido político derechista en Prusia y el Imperio Alemán, el cual surgió a través del movimiento conservador en el Landtag prusiano en 1866. En las elecciones federales al Reichstag desde 1871 se postuló bajo el nombre de Partido del Imperio Alemán (Deutsche Reichspartei, DRP).
Fundado en 1867, comprendía a los nobles alemanes, los industriales, a funcionarios del gobierno como Johann Viktor Bredt, el príncipe Hermann von Hatzfeldt, Hermann von Dechend, el príncipe Karl Max von Lichnowsky y el general Hans Hartwig von Beseler, y estudiantes como Hans Delbrück y Otto Hoetzsch.
Se distinguió del Partido Conservador Alemán establecido en 1876 por su incondicional apoyo a la unificación alemana, y fue visto como el partido político que junto a los nacionales liberales era el más cercano a las ideas del canciller Otto von Bismarck, incluyendo sus leyes anti-socialistas y el Kulturkampf. El partido fue dominado generalmente por los industriales conservadores,  se opuso al liberalismo político, tendía a apoyar al libre comercio. Políticamente, el Partido Conservador Libre exigió la preservación de los intereses culturales y políticos del protestantismo prusiano y de la economía de los agrarios del Este de Elba . Se oponía claramente al constitucionalismo y la división de poderes . Tras la ascensión del emperador Guillermo II en 1888, el partido apoyó sus políticas navales y la formación del imperio colonial alemán, acercándose a la Alldeutscher Verband.
El FKP se disolvió en diciembre de 1918 tras el fin de la monarquía Hohenzollern y la Revolución de Noviembre. Varios miembros habían apoyado la formación del Partido Patria en 1917, aunque la mayor parte de su membresía se unió al recién creado Partido Nacional del Pueblo Alemán; algunos también se unieron al Partido Popular Alemán.